# 파이버 채널
파이버 채널(Fibre Channel, 줄여서 FC)은 주로 스토리지 네트워킹에 쓰이는 기가비트 속도의 네트워크 기술이다. 파이버 채널은 미국 표준 협회인 INCITS의 T11 Technical Committe에 표준화되어 있다.
슈퍼컴퓨터 분야에 주로 사용되기 시작하였으나 지금은 기업용 자료 보관을 위한 SAN의 표준 연결 형태가 되어가고 있다. 파이버 채널의 파이버는 "섬유"를 뜻하지만 실제로 파이버 채널의 신호 표현은 연선 구리 케이블과 광학 섬유 케이블 두 곳에서 이용할 수 있다.

## 역사
파이버 채널은 1988년에 시작되었다. 1992년에 썬 마이크로시스템즈, IBM, 휴렛 패커드사가 파이버 채널 시스템즈 이니셔티브(Fibre Channel Systems Initiative)를 구축하였다. 1994년에는 ANSI 표준으로 "비슷한 역할을 수행하는 HIPPI 시스템을 단순화하기 위한 한 방법으로" 표준화가 승인되었다. HIPPI는 50페어 케이블을 사용하여 육중하였기 때문에 케이블 길이에 제한이 있었다. 파이버 채널이 대용량 스토리지 시장에서 경쟁하기 시작했을 때 주 경쟁자는 IBM사의 시리얼 스토리지 아키텍처 (SSA) 인터페이스였다. 마침내 SSA를 통해 시장이 파이버 채널을 선택하게 되었다. 파이버 채널은 속도를 빠르게 하는 것과는 반대로 주로 접속을 단순케 하고 거리를 늘리게 하는 데 주 목적이 있다. 나중에 디자이너들은 SCSI 디스크 스토리지를 연결하는 목표를 추가하면서 더 빠른 속도와 훨씬 더 많은 수의 연결 장치를 제공하게 되었다.
파이버 채널의 속도는 다음과 같다:
| 이름       | 회선 속도 (G보) | 처리량 (MBps)* | 이용 시기 |
| 1GFC       | 1.0625          | 100            | 1997년    |
| 2GFC       | 2.125           | 200            | 2001년    |
| 4GFC       | 4.25            | 400            | 2005년    |
| 8GFC       | 8.5             | 800            | 2008년    |
| 10GFC 직렬 | 10.52           | 1200           | 2004년    |
| 20GFC      | 21.04           | 2400           | 2008년    |
| 10GFC 병렬 | 12.75           |                |           |

## 파이버 채널의 토폴로지
- 점대점 (FC-P2P): 두 개의 장치가 맞대어 연결되어 있다. 제한된 연결을 가지는 가장 단순한 토폴로지이다.
- 중재 루프 (Arbitrated loop, FC-AL): 모든 장치는 루프나 링으로 되어 있으며 이는 토큰 링과 비슷하다.
- 스위치 패브릭 (Switched fabric, FC-SW): 모든 장치나 장치의 루프들이 파이버 채널 스위치에 연결되어 있고 이는 현대의 이더넷과 개념이 비슷하다.

| 특성                | 점대점    | 중재 루프                   | 스위치 패브릭   |
| ------------------- | --------- | --------------------------- | --------------- |
| 최대 포트 수        | 2         | 127                         | ~16777216 (224) |
| 주소 크기           | 없음      | 8-bit ALPA                  | 24비트 포트 ID  |
| 포트 실패 부작용    | 없음      | 루프 실패 (포트 우회시까지) | 없음            |
| 다른 링크 속도 혼합 | 없음      | 아니요                      | 예              |
| 프레임 전달         | 순서대로  | 순서대로                    | 보증하지 않음   |
| 매개체로의 접근     | Dedicated | Arbitrated                  | Dedicated       |

## 파이버 채널 계층
파이버 채널은 계층화된 프로토콜이다. 모두 5가지가 있으며 다음과 같다:
- FC0 : 물리 계층
- FC1 : 데이터 링크 계층
- FC2 : 네트워크 계층
- FC3 : 공통 서비스 계층
- FC4 : 프로토콜 매핑 계층

FC0, FC1, FC2는 파이버 채널의 물리 계층인 FC-PH로도 알려져 있다.
파이버 채널 라우터는 최대 FC4 수준까지 운영하며 최대 FC2까지 스위치 처리하고 FC0만 허브 처리한다. 파이버 채널 제품은 초당 1 기가비트, 2 기가비트, 4 기가비트, 8 기가비트, 10 기가비트, 20 기가비트의 속도를 지원한다.

## 포트

FC 토폴로지와 포트 종류

파이버 채널이 정의한 포트의 종류는 다음과 같다:
- 노드 포트
  - N_port
  - NL_port
  - F_port
  - FL_port
  - E_port
  - EX_port
  - TE_port
- 일반 포트
  - 자동/자동 감지 포트
  - Fx_port
  - G_port/generic port
  - L_port
  - U_port

## 같이 보기
- 스토리지 전용 네트워크 (SAN)
- HBA (Host Bus Adapter)